# 林丰
林丰（英語：Lam Fung，1979年—），生於香港的作曲家，1996年到英國求學，於2012年獲作曲博士學位。他是香港天文台前台長林超英的次子。

## 生平
林丰先後於南安普頓大學及薩塞克斯大學修讀作曲，師隨馬丁·巴特勒（Martin Butler）、米高·芬尼斯（Michael Finnissy）及米高·扎維·歌頓（Michael Zev Gordon）。
2003年10月，林丰的作品首次在香港公開演出，是由香港節日管樂團所演奏的管樂作品《內光》（Inner Light）；及後於2007年5月，他的交響作品《明》（Illumination）由香港小交響樂團演奏。這首樂曲於2005年由英國廣播公司愛樂樂團作首演，亦打開了林丰在英國樂壇的名氣。
2007年，英國廣播公司（BBC）委約林丰創作一首新的交響作品，這令他成為有史以來獲BBC委約作曲的首位香港作曲家，以及最年輕的華人作曲家，後來他寫成了《解》（Unlocking）並於2008年5月8日由英國廣播公司音樂會樂團作世界首演。2012年，他再度獲BBC委約，這次他寫成了《無盡藏》（Endless Form），並且獲編入在逍遙音樂會的節目中，同年7月18日，作品由英國廣播公司交響樂團倫敦阿爾伯特大禮堂作世界首演，是香港首位作曲家個人得到這項光榮，他攻讀博士學位的母校薩塞克斯大學亦為此專門發了新聞稿。
2010年，藉上海舉行世界博覽會，香港管弦樂團應邀前往上海出席文化推廣活動，並委約林丰創作了管弦樂曲《融》（Rong），樂曲在同年9月於上海世博中作世界首演。
2012年5月，林丰獲香港藝術發展局頒發2011年度藝術新秀獎（音樂）。同年12月，深圳交響樂團在深圳音樂廳演奏《明》。
2013/14樂季，林丰獲香港管弦樂團委任為何鴻毅家族基金駐團作曲家，期間創作《蘊》（Quintessence），2014年世界首演，2015年歐洲首演，2016年中國內地首演。
2017-2019年，出任香港管弦樂團藝術策劃總監。2019年5月，樂團突然終止合約，由於其考績報告優良，事件惹起社會質疑樂團的管治。 

## 外部連結
- 林官方網站